# Cavaler cruciat

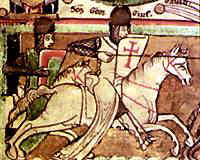

Cavalerii cruciați sau pe scurt cruciații denumește generic cavalerii implicați în cruciade. Majoritatea acestor cavaleri erau membri ai ordinelor militare creștine.